# Cornelis de Houtman
‎
Cornelis de Houtman, nizozemski raziskovalec in pomorščak, * 2. april 1565, † 1599.
Houtman je odkril novo pomorsko pot med Evropo in Indonezijo, s čimer se je odprla nizozemska dišavna pot. S tem so Nizozemci razbili dotedanji portugalski monopol.
Njegov brat, Frederick de Houtman, je bil tudi raziskovalec.